# Klaus Kinski
Klaus Kinski (n.  Klaus Günter Karl Nakszynski, n. 18 octombrie 1926, Sopot, voievodatul Pomerania, Polonia – d. 23 noiembrie 1991, Lagunitas-Forest Knolls⁠(d), Marin County⁠(d), California, SUA) a fost un actor german.
A apărut în peste 130 de filme și a jucat roluri principale în filmele lui  Werner Herzog, printre care Aguirre, mânia lui Dumnezeu (1972), Nosferatu, fantoma nopții (1979), Woyzeck (1979), Fitzcarraldo (1982) și Cobra Verde (1987). A apărut în numeroase filme western spaghetti  cum ar fi Pentru câțiva dolari în plus (1965), Un glonte pentru general (1966), Il grande silenzio (1968), And God Said to Cain (1970), Shoot the Living and Pray for the Dead (1971) și A Genius, Two Partners and a Dupe (1975).
Kinski a fost o figură controversată, iar unele dintre istericale sale pe platoul de filmare au fost prezentate în documentarul lui Herzog My Best Fiend. Este tatăl lui Pola, Nastassja și Nikolai Kinski, născuți din trei căsnicii diferite. Toți au devenit actori și au lucrat în Germania și Statele Unite, în film și televiziune. Pola a publicat o carte, Kindermund (sau From a Child's Mouth), în care a afirmat că tatăl ei ar fi abuzat-o sexual de la 5 la 19 ani.

## Filmografie

### Anii 1940
- 1948 Morituri  - prizonierul olandez

### Anii 1950
- Decizie înainte de zori (Decision Before Dawn, 1951), regia Anatole Litvak (nemenționat)
- Fear (La Paura) (1954) - Cabaret Performer (nemenționat)
- Ludwig II: Glanz und Ende eines Königs (1954) - Prinz Otto von Bayern
- Kinder, Mutter und ein General (1954) - Leutnant
- Sarajevo (1955) - Cabrinovic
- Hanussen (1955) - Erik von Spazier / Mirko
- Waldwinter (1956) - Otto Hartwig
- Geliebte Corinna (1956) - Klaus Brockmann
- Soroc de viață și soroc de moarte (A Time to Love and a Time to Die, 1958 ), regia Douglas Sirk - Gestapo Lieutenant

### Anii 1960
- Der Rächer (1960) (aka The Avenger) - Lorenz Voss
- The Dead Eyes of London (1961) - Edgar Strauss
- Das Geheimnis der gelben Narzissen (German-language version of The Devil's Daffodil) (1961) - Peter Keene
- Bankraub in der Rue Latour (1961) - Bex, Autor
- Die Kurve (1961) (TV) - Anton
- The Strange Countess (1961) - Bresset
- The Puzzle of the Red Orchid (1962) - Steve
- Falsul trădător (The Counterfeit Traitor, 1962), regia George Seaton - Kindler
- Der rote Rausch (1962) - Martin
- Die Tür mit den 7 Schlössern (1962) - Pheeny
- The Inn on the River (1962) - Gregor Gubanow
- Die Mondvögel (1963) (TV) - Valentin
- The Squeaker (1963) - Krishna
- The Black Cobra (1963) - Koks-Charly / Charley 'The Snow'
- The Black Abbot (1963) - Thomas Fortuna
- The Indian Scarf (1963) - Peter Ross
- Scotland Yard vs. Dr. Mabuse (1963) - Inspector Joe Wright
- Kali Yug: Goddess of Vengeance (1963) - Saddhu
- The Secret of the Black Widow (1963) - Boyd
- Piccadilly Null Uhr Zwolf (1963) - Whity Skipper
- Ultima cavalcadă spre Santa Cruz (Der letzte Ritt nach Santa Cruz, 1964), regia Rolf Olsen - José
- Waiting Room to the Beyond (1964) - Shapiro
- The Curse of the Hidden Vault (1964) - George
- Winnetou 2 (Winnetou 2. Teil, 1964) - David 'Luke' Lucas, regia Harald Reinl
- Secret of the Chinese Carnation (1964) - Speranzo
- Traitor's Gate (1964) - Kane
- Neues vom Hexer (1965) - Edwards
- The Dirty Game (1965) - Russian Agent
- Estambul 65 (1965) - Schenck
- The Pleasure Girls (1965) - Nikko Stalmar
- Pentru câțiva dolari în plus (Per qualche dollaro in più/For a Few Dollars More, 1965) - Juan Wild, The Hunchback (Indio's Gang)
- Doctor Zhivago (1965) - Kostoyed
- Our Man in Marrakesh (1966) - Jonquil
- Circus of Fear (1966) - Manfred
- Killer's Carnival (1966) - Gomez (Rio segment)
- Target for Killing (1966) - Caporetti
- La Sciapassare per l'Inferno (1966, unreleased)
- L'uomo, l'orgoglio, la vendetta (1966, released in 1967) - Lt.Miguel Garcia, Carmen's Husband
- Ognuno per sé (1966, released in 1968) - Brent il Biondo
- The Cats (1966, released in 1968, aka "I Bastardi") - Adam
- Un glonte pentru general (El chuncho, quien sabe?, 1967), regia Damiano Damiani - El Santo
- Creature with the Blue Hand (1967) - Dave Emerson / Richard Emerson
- The Million Eyes of Sumuru (1967) - President Boong
- Five Golden Dragons (1967) - Gert
- Grand Slam (1967) - Erich Weiss
- Hell Is Empty (1967)
- Shoot Twice (1968) - Victor Barret / Dingus
- Coplan Saves His Skin (1968) - Theler
- Psychopath (Mister Zehn Prozent - Miezen und Moneten) (1968) - Periwinkle
- If You Meet Sartana Pray for Your Death (1968) - Morgan
- The Vatican Affair (1968) - Clint Rogers
- Giugno '44 - Sbarcheremo in Normandia (1968)
- The Great Silence (1968) - Tigrero / Loco
- Five for Hell (1969) - SS Col. Hans Mueller
- Kampf um Rom II - Der Verrat (1969)
- Marquis de Sade: Justine (1969) - Marquis de Sade
- Double Face (1969, aka "A Doppia Faccia") - John Alexander
- Gangster's Law (1969) - Quintero
- Il dito nella piaga (1969) - Cpl. Brian Haskins / Norman Carr
- Venus in Furs (1969, aka "Paroxismus") - Ahmed Kortobaw
- Sartana the Gravedigger (1969) - Hot Dead

### Anii 1970
- The Naughty Cheerleader (1970) - Juan José Ignatio Rodriguez de Calderon / 'Sam'
- And God Said to Cain (1970) - Gary Hamilton
- Count Dracula (1970) - Reinfierd
- La peau de torpedo (1970) - Pavel Richko / Torpédo I
- Rendezvous with Dishonour (1970) - Evagoras
- Churchill's Leopards (1970) - Hauptsturmführer Holtz
- Rough Justice (1970, aka "La Belva") - Johnny Laster
- A Barrel Full of Dollars (1971) - Hagen / Slander
- Lo chiamavano King (1971) - Brian Foster
- Slaughter Hotel (1971) - Dr. Francis Clay
- Giù le mani... carogna! (Django Story) (1971)
- La vendetta è un piatto che si serve freddo (1971) - Prescott
- Prega il morto e ammazza il vivo (1971) - Dan Hogan
- Nella stretta morsa del ragno (1971) - Edgar Allan Poe
- Il venditore di morte (1971) - Chester Conway
- Eye of the Spider (1971) - Hans Fischer
- Black Killer (1971) - James Webb / Black Killer
- A Fistful of Death (1971) - Reverend Cotton
- Il ritorno di Clint il solitario (1972) - Scott
- Aguirre, der Zorn Gottes (1972) - Don Lope de Aguirre
- Death Smiles at a Murderer (1973) - Dr. Sturges
- La mano spietata della legge (1973) - Vito Quattroni
- The Fighting Fist of Shanghai Joe (1973) - Scalper Jack
- The Hand That Feeds the Dead (1974) - Prof. Nijinski
- Lover of the Monster (1974) - Dr. Alex Nijinski
- Heroes in Hell (1974) - Gen. Kaufmann
- Chi ha rubato il tesoro dello scia? (1974)
- Footprints on the Moon (1975) - Professor Blackmann
- L'important c'est d'aimer (1975) - Karl-Heinz Zimmer
- Return of Shanghai Joe (1975) - Pat Barnes
- Lifespan (1975) - Nicholas Ulrich
- Un genio, due compari, un pollo (1975) - Doc Foster
- Das Netz (1975) - Emilio Bossi
- Jack the Ripper (1976) - Dr. Dennis Orloff
- Golden Night (1976) - Michel Fournier
- Operation Thunderbolt (1977) - Wilfried Boese
- Madame Claude (1977) - Alexander Zakis
- Death of a Corrupt Man (1977) - Nicolas Tomski
- The Song of Roland (1978) - Roland / Klaus
- Nosferatu the Vampyre (1979) - Contele Dracula
- Zoo Zéro (1979) - Yavé, le directeur du zoo
- Woyzeck (1979) - Woyzeck

### Anii 1980
- Haine (1980) - Le motard
- Schizoid (1980) - Pieter Fales
- La Femme Enfant (1980) - Marcel
- Love and Money (1980, relansat în 1982) - Frederic Stockheinz
- Fruits of Passion (1981) - Sir Stephen
- Venom (1981) - Jacmel
- Buddy Buddy (1981) - Dr. Hugo Zuckerbrot
- Fitzcarraldo (1982) - Brian Sweeney Fitzgerald - 'Fitzcarraldo'
- The Soldier (1982) - Dracha
- Android (1982) - Dr. Daniel
- Code Name: Wild Geese (1984) - Charlton
- The Little Drummer Girl (1984) - Martin Kurtz
- The Secret Diary of Sigmund Freud (1984) - Dr. Max Bauer
- Creature (1985, aka "The Titan Find") - Hans Rudy Hofner
- Kommando Leopard (1985) - Silveira
- El caballero del dragón (sau Star Knight) (1985) - Boetius
- Revenge of the Stolen Stars (1985) - Donald McBride
- Crawlspace (1986) - Karl Gunther
- Grandi cacciatori (1986, released in 1988) - Klaus Naginsky
- Vampire in Venice (1986, released in 1988)[17] ca Nosferatu
- Shelley Duvall's Faerie Tale Theatre: Beauty and the Beast (1986) - the Beast
- Timestalkers (1987) (TV) - Dr. Joseph Cole
- Cobra Verde (1987) - Francisco Manoel da Silva / Cobra Verde
- Kinski Paganini (1989) - Niccolò Paganini (ultimul său film la care a lucrat; singurul film ca regizor)

## Legături externe
- Kinski Uncut review
- Klaus Kinski - Actor, Director and Fruitcake With Extra Nuts Arhivat în 3 mai 2019, la Wayback Machine.
- Klaus Kinski la Find a Grave
- Klaus Kinski la Internet Movie Database